# Get Heavy
Get Heavy – debiutancki album fińskiego zespołu hardrockowego Lordi wydany w roku 2002.
Na okładce nie ma podobizny basisty Magnuma, który odszedł z Lordi na krótko przed wydaniem płyty.

## Lista utworów
1. "Scarctic Circle Gathering" – 1:02
2. "Get Heavy" – 3:00
3. "Devil Is A Loser" – 3:29
4. "Rock The Hell Outta You" – 3:06
5. "Would You Love A Monsterman" – 3:04
6. "Icon Of Dominance" – 4:35
7. "Not The Nicest Guy" – 3:12
8. "Hellbender Turbulence" – 2:46
9. "Biomechanic Man" – 3:22
10. "Last Kiss Goodbye" – 3:08
11. "Dynamite Tonite" – 3:14
12. "Monster Monster" – 3:23
13. "13." – 1:08
14. "Would You Love A Monsterman? (Radio Edit)" – 3:04[1]
15. "Don't Let My Mother Know" – 3:32[2]
16. "Would You Love A Monsterman?" - teledysk[3]
17. "Devil Is A Loser" - teledysk[3]

## Single
1. "Would You Love A Monsterman?" – 12 lipca 2002
2. "Devil Is A Loser" – 3 lutego 2003

## Wideografia
- "Would You Love A Monsterman?" – Pete Riski, 2002
- "Devil Is A Loser" – Pete Riski, 2003

## Twórcy
- Mr. Lordi – śpiew
- Amen – gitara elektryczna
- Magnum – gitara basowa
- Kita – instrumenty perkusyjne
- Enary – instrumenty klawiszowe